# EB/Streymur
El EB/Streymur és un club feroès de futbol de la ciutat de Streymnes.

## Història

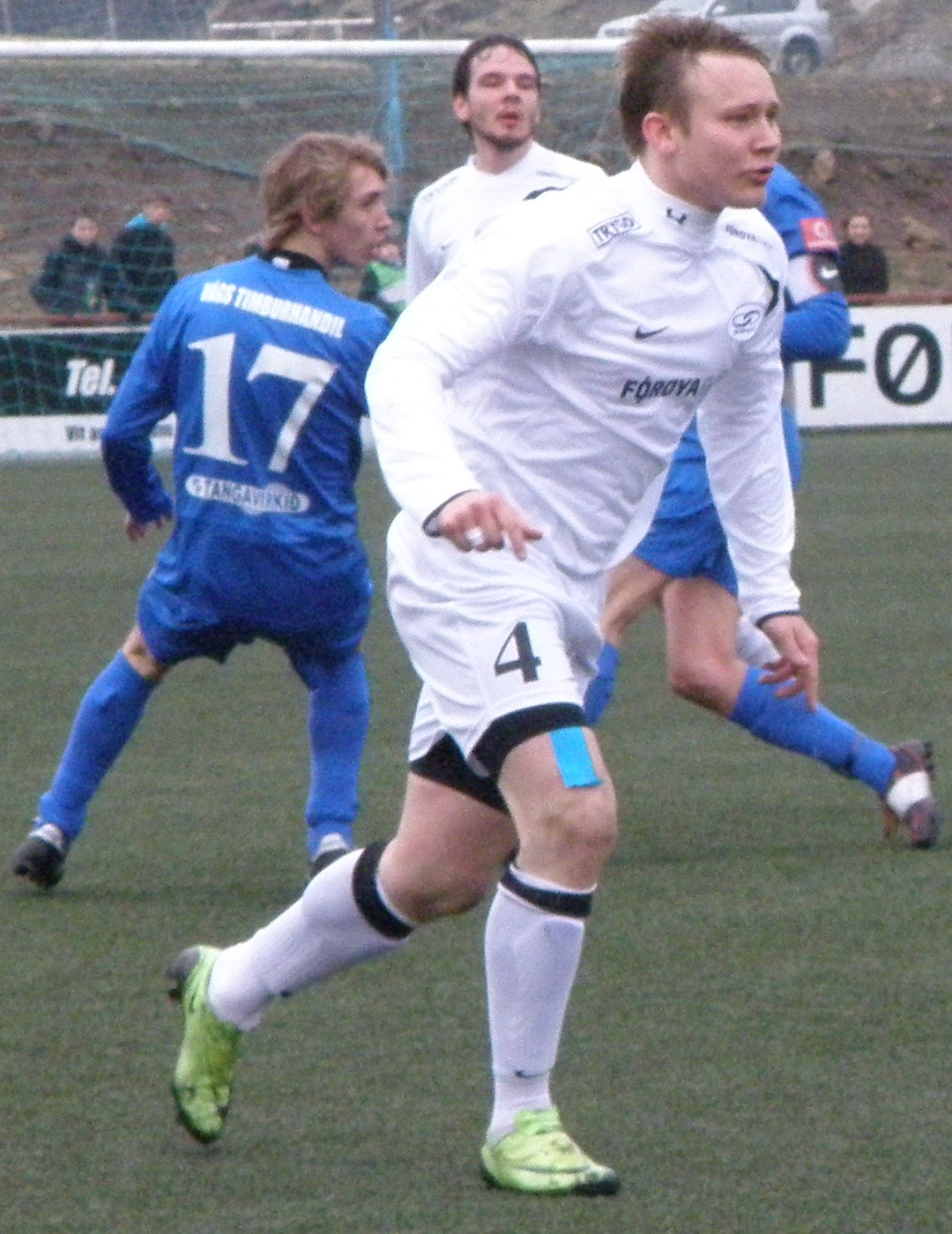
EB/Streymur vs. FC Suðuroy el 2010.

El club va néixer l'any 1993 com a resultat de la fusió de Eiðis Bóltfelag (EB) (fundat el 23 de febrer de 1913) i Ítróttarfelagid Streymur (fundat el 1976). A partir dels anys 2000 ha viscut la seva millor època, guanyant dues lligues i quatre copes.

## Palmarès
- Lliga feroesa de futbol: 
  - 2008, 2012

- Copa feroesa de futbol: 
  - 2007, 2008, 2010, 2011

- Supercopa feroesa de futbol: 
  - 2011, 2012, 2013

- Segona Divisió: 
  - 2000, 2016